# 2MASS J12255432-2739466
2MASS J12255432-2739466 ist ein Brauner Zwerg der  Spektralklasse T6 im Sternbild Wasserschlange. Seine Position verschiebt sich aufgrund seiner Eigenbewegung jährlich um 0,7368 Bogensekunden. Zudem weist er eine Parallaxe von 75,1 Millibogensekunden auf. Er wurde 1999 von Adam J. Burgasser et al. entdeckt.